# مكسيم (مجلة)
مكسيم (بالإنجليزية: Maxim)‏ هي مجلة أمريكية فنية . صدر العدد الأول منها في 1995. تصدر المجلة كل شهر. وهي باللغة الإنجليزية. تباع منها 2,001,935 نسخة.

## وصلات خارجية
- الموقع الإلكتروني